# Пулаські
Пулаські (пол. Pułascy) — польський шляхетський рід гербу Слєповрон

## Представники
- Рафал — стольник белзький, воював під Хотином 1621 року, мав 9 синів
  - Войцех — воював у Данії під командуванням Чарнецького, мав 4 сини
    - Шимон, мав 5 синів
      - Павел
      - Якуб — товариш панцирної корогви Яна Собеського, дружина — Марлґожата із Заремб, дідичка частини села Заремби Цемні (парафія Росохате, Нурський повіт)
        - Юзеф
          - Казимир (пол. Kazimierz Pułaski, англ. Casimir Pulaski; 4 березня 1746 — 11 жовтня 1779) — польський шляхтич з роду Пулаських, урядник, учасник боротьби за свободу двох народів — польського та американського, генерал континентальної армії під час війни за незалежність США. Почесний громадянин США

        - Антоні

      - Матеуш
      - Шимон Францішек (†1738) — підляський підчаший, військовий письменник, дружина Розалія Вінклер
        - Кароль — єзуїт
        - Бальцер (Балтазар, †1755) — раденицький староста, староство отримав від батька у 1723 році
        - Ельжбета